# McDonald's Video Game
McDonald's Video Game es un videojuego en línea que critica el estilo de vida de la empresa McDonald's y sus relacionados. El juego es producido por la desarrolladora italiana Molleindustria.
Es un videojuego de estrategia del género tycoon, en el que el jugador es el director de McDonald's y tiene que controlar todo el proceso productivo y evitar que la empresa entre en quiebra. Para ello dispone de múltiples opciones como cultivar soja transgénica, alimentar a las vacas con harinas animales u hormonas del crecimiento, sobornar a ecologistas, nutricionistas o políticos y hasta utilizar la marca Disney en sus productos para ganar clientes.
El videojuego está disponible en una variedad de idiomas, incluyendo el español. La página web oficial del juego ofrece la posibilidad de descargarlo como un archivo .exe y también como .hqx en el caso de Mac.